# Heddy Honigmann
Heddy Ena Honigmann y Pach (Lima, 1 oktober 1951 – Amsterdam, 21 mei 2022) was een Peruaans-Nederlandse filmregisseur die zich voornamelijk richtte op documentaires.

## Levensloop
Heddy Honigmann werd geboren in 1951 in Lima, waarheen haar joods-Poolse grootvader zijn familie in delen vanaf juli 1939 had verhuisd. Medio jaren 1970 studeerde zij film aan het Centro Sperimentale di Cinematografia in Rome. Sinds 1978 woonde en werkte zij in Nederland. Honigmann is gehuwd geweest met o.a. de Nederlandse cineast Frans van de Staak (1943-2001).  Haar bekendste speelfilms zijn Hersenschimmen en Tot ziens en haar bekendste documentaires Metaal en melancholie, Forever en O Amor Natural.
Haar documentaire Crazy won in 2000 het Gouden Kalf voor Beste Lange Documentaire. In 2006 won ze een tweede Gouden Kalf met haar film Forever. Driemaal kreeg ze de Prijs van de Nederlandse Pers (KNF): in 1995 voor haar speelfilm Tot Ziens (met Johanna ter Steege), in 1998 voor de documentaire Het Ondergronds Orkest en in 2006 voor haar film Forever.'
Honigmann won daarnaast prijzen met haar werk in onder andere New York, Vancouver, Rome, Parijs, Leipzig, San Francisco, Thessaloniki en Montréal. Haar gehele oeuvre is diverse malen bekroond op internationale festivals en in 2013 ontving ze op het IDFA de Living Legend Award (eerder alleen door Frederick Wiseman ontvangen). In 2016 kreeg ze de oeuvreprijs van het Prins Bernhard Cultuurfonds.
In 2000 was zij Gast van het Jaar op het Nederlands Film Festival, waar een retrospectief rond haar werk georganiseerd werd. Andere retrospectieven rond haar werk vonden plaats in Barcelona, Berlijn, Graz, Madrid, Minneapolis, Parijs, San Francisco, Toronto en in het MoMA in New York, waar de wereldpremière van haar film Dame la Mano werd gehouden.
Op 1 april 2015 werd zij benoemd tot lid van de Akademie van Kunsten.
Honigmann had kanker en multiple sclerose. Ze overleed in 2022 op 70-jarige leeftijd.

## Filmografie
| - 1979 - L'Israeli dei Beduini - 1980 - Overgang - 1981 - Het Vuur - 1981 - Er gaat een eindeloze stoet mensen door mij heen - 1982 - De overkant - 1983 - De witte paraplu - 1984 - Uit & thuis - 1985 - De deur van het huis (speelfilm) - 1988 - Hersenschimmen (speelfilm) - 1989 - Uw mening graag - 1990 - Viermaal mijn hart - 1990 - Ghatak - 1991 - Verhalen die ik mijzelf vertel - 1993 - Oog in oog - Hoeveel strippen naar Calcutta? - 1993 - Oog in oog - Breinaald in aquariumvis - 1993 - Metaal en melancholie | - 1994 - In de schaduw - 1995 - Tot ziens (speelfilm) - 1996 - O Amor Natural - 1997 - Het ondergrondse orkest - 1998 - De juiste maat - 1998 - 2 minuten stilte a.u.b. - 1999 - Crazy - 1999 - Hanna lacht - 2000 - Film en melancholie - 2000 - 10 Geboden - Privé - 2001 - Goede man, lieve zoon - 2003 - Dame la Mano - 2004 - Liefde gaat door de maag: Zelfs de boter zingt (tv) - 2004 - Liefde gaat door de maag: Saudade (tv) - 2004 - Liefde gaat door de maag: Een sjtetl die niet meer bestaat (tv) | - 2005 - Ingelijst huwelijk - 2005 - 26.000 gezichten - 2006 - Forever - 2007 - Emoticons (tv) - 2008 - El Olvido - 2011 - DroomBoom - 2011 - West-side stories - 2011 - En op 'n Goede Dag - 2012 - Herinneringen aan Vuur - 2014 - Around the world in 50 concerts - 2016 - Microbe Fighters - 2017 - Joke van Leeuwen: Een wereld tussen twee oren (tv) - 2018 - Buddy - 2020 - 100UP - 2021 - No hay camino |

## Nominaties en prijzen
- 1995 - Prijs van de Nederlandse Filmkritiek voor Tot Ziens, Nederlands Film Festival
- 1996 - Certificate of Merit voor O Amor Natural, San Francisco International Film Festival
- 1998 - Prijs van de Nederlandse Filmkritiek, Nederlands Film Festival, voor Het Ondergrondse Orkest
- 1998 - SCAM Award voor Het Ondergrondse Orkest, Cinéma du Réel - Festival International de Films Ethnographiques et Sociologiques
- 1998 - Chief Dan George Humanitarian Award, Vancouver International Film Festival, voor Het Ondergrondse Orkest
- 1999 - Publieksprijs voor Crazy, International Documentary Filmfestival Amsterdam (1999)
- 1999 - Living Legend Award, International Documentary Filmfestival Amsterdam.[3]
- 2000 - Gouden Kalf Beste lange documentaire, Nederlands Film Festival, voor Crazy
- 2000 - Prijs voor Beste Documentaire, Valladolid International Filmfestival, voor Crazy
- 2006 - Gouden Kalf Beste lange documentaire, KNF-prijs en Prijs van de Nederlandse Filmkritiek voor Forever, Nederlands Film Festival
- 2007 - Hot Docs Canadian International Documentary Festival Outstanding Achievement Award (2007)
- 2007 - San Francisco Film Society's Golden Gate Persistance of Vision Award
- 2012 - Oeuvreprijs Köln/Dortmund Film Festival
- 2016 - Oeuvreprijs Prins Bernhard Cultuurfonds Prijs (2016)
- 2017 - ShortCutz Amsterdam Career Award[4]

### Overige prijzen
In mei 2006 kreeg Honigmann van het Humanistisch Verbond de dr. J.P. van Praag-prijs uitgereikt. Deze prijs staat symbool voor het streven naar humanisering van de samenleving. Volgens het juryrapport laat Honigmann in haar werk "op indringende, vaak ontroerende en inspirerende wijze de overlevingskracht [...] zien van mensen in kwetsbare omstandigheden."